# La Libertad, Petén
La Libertad är en kommunhuvudort i Guatemala.   Den ligger i kommunen Municipio de La Libertad och departementet Petén, i den norra delen av landet, 240 km norr om huvudstaden Guatemala City. La Libertad ligger 185 meter över havet och antalet invånare är 8 646.
Terrängen runt La Libertad är platt, och sluttar söderut. Runt La Libertad är det ganska glesbefolkat, med 31 invånare per kvadratkilometer. La Libertad är det största samhället i trakten. Omgivningarna runt La Libertad är en mosaik av jordbruksmark och naturlig växtlighet.